# Tour de Francia Automovilístico

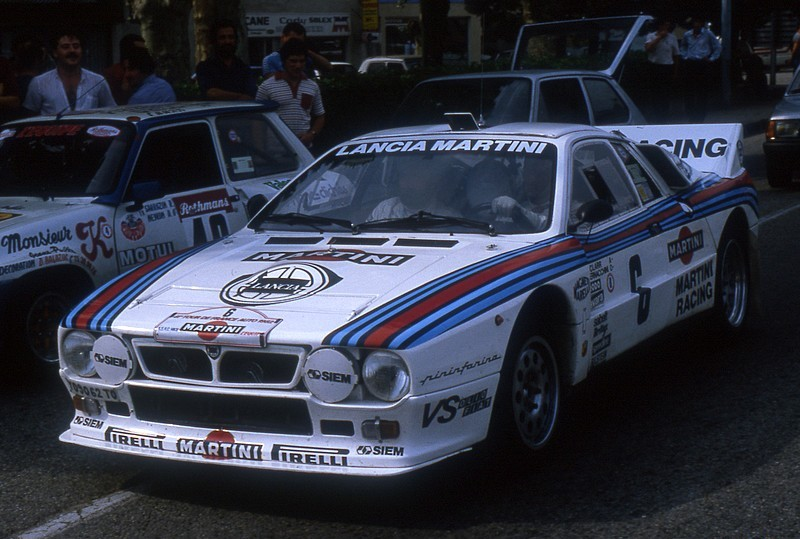
Jean-Louis Clarr en la edición de 1982 con un Lancia 037.

El Tour de Francia Automovilístico fue una carrera de automovilismo celebrada en Francia inicialmente en 1899. Posteriormente se volvería a celebrar en 1906 y luego de un parón de varios años volvería a celebrarse en 1951 hasta 1964, y de 1969 hasta 1986. La competencia formó parte del Campeonato Mundial de Resistencia en 1963 y 1964 y del Campeonato de Europa de Rally en 1977, 1978 y entre 1983 y 1986.
En la competición participaron múltiples pilotos de rally y Fórmula 1, en la que llegaron a vencer muchos de ellos: Alfonso de Portago, Willy Mairesse, Jean-Claude Andruet, Sandro Munari, Michèle Mouton, Guy Fréquelin, Jean Ragnotti, etc.

## Historia
El primera edición fue ganada por René de Knyff conduciendo un Panhard et Levassor. Fue organizado por el periódico Le Matin, bajo la supervisión del Automobile Club de France, celebrado del 16 al 24 de julio, en siete etapas: París-Nancy, Nancy-Aix-les-Bains, Aix-les-Bains-Vichy, Vichy-Périgueux, Périgueux-Nantes, Nantes-Cabourg, Cabourg-París. De los 49 participantes, solo 21 finalizaron. La edición de 1908 fue ganada por Clément-Bayard.
La edición de 1951 fue ganada por Pagnibon-Barracquet en un Ferrari de 2.6 litros. Durante la carrera visitaron La Turbie Hill Climb, cerca de Niza. En 1954, la carrera fue ganado por el Gordini 2.5 litros de Jacques Gauthier Pollet y M. Gauthier, corriendo por tradicional ruta de Niza a Niza. En 1956 fue ganada por Alfonso de Portago en un Ferrari 250 2.9.
El Tour de Francia 1960 se llevó a cabo entre septiembre 15 y 23 de ese mismo año. 

### Actualidad
El último evento se celebró en 1986. También conocido como Tour Auto, fue restablecido en 1992 para los vehículos históricos, compitiendo tanto en velocidad como en regularidad. El formato es un evento de 5 días de la combinación de unos 2.500 km de carreteras, 4 o 5 carreras de circuito y de 6 a 8 en montaña. El organizador es la agencia Patrick Peter of Agence Peter. La salida, con unos 300 participantes desde París, los restantes parten desde varias ciudades como Cannes, Saint-Tropez y Biarritz. Algunos coches inscritos en los últimos años fueron: Ford Mustang Shelby 350GT, Ford GT40, AC Cobra 289, Lotus Elan, Ferrari Daytona Gr. IV.

## Palmarés
| Año  | Piloto                                 | Copiloto                | Automóvil            |
| ---- | -------------------------------------- | ----------------------- | -------------------- |
| 1899 | René de Knyff                          |                         | Panhard et Levassor  |
|      |                                        |                         |                      |
| 1906 | Clément-Bayard                         |                         |                      |
|      |                                        |                         |                      |
| 1951 | Pierre Pagnibon                        | Alfred Barraquet        | Ferrari 212 Export   |
| 1952 | Marc Gignoux                           | Mme Gignoux             | DB 750               |
| 1953 | Jacques Péron - Sport                  | R. Bertramnier          | Osca MT4             |
| 1953 | Paul Condrillier - Touring car         | Daniel                  | Renault 4CV 1062     |
| 1954 | Jacques Pollet                         | Hubert Gauthier         | Gordini T15S         |
| 1956 | Alfonso de Portago                     | Edmont Nelson           | Ferrari 250 GT       |
| 1957 | Olivier Gendebien - GT Category        | Lucien Bianchi          | Ferrari 250 GT       |
| 1957 | Jean Hébert - Touring car              | Marcel Lauga            | Alfa Romeo Giulietta |
| 1958 | Olivier Gendebien - GT Category        | Lucien Bianchi          | Ferrari 250 GT       |
| 1958 | Jean Hébert - Touring car              | Bernard Consten         | Alfa Romeo Giulietta |
| 1959 | Olivier Gendebien - GT Category        | Lucien Bianchi          | Ferrari 250 GT       |
| 1959 | Hermano da Silva Ramos - Touring car   | Jean Estager            | Jaguar Mark 1        |
| 1960 | Willy Mairesse - GT Category           | Georges Berger          | Ferrari 250 GT       |
| 1960 | Bernard Consten - Touring car          | Jack Renel              | Jaguar Mark 2        |
| 1961 | Willy Mairesse - GT Category           | Georges Berger          | Ferrari 250 GT       |
| 1961 | Bernard Consten - Touring car          | Jack Renel              | Jaguar Mark 2        |
| 1962 | André Simon - GT Category              | Maurice Dupeyron        | Ferrari 250 GT       |
| 1962 | Bernard Consten - Touring car          | Jack Renel              | Jaguar Mark 2        |
| 1963 | Jean Guichet - GT Category             | José Behra              | Ferrari 250 GTO      |
| 1963 | Bernard Consten - Touring car          | Jack Renel              | Jaguar Mark 2        |
| 1964 | Lucien Bianchi - GT Category           | Georges Berger          | Ferrari 250 GTO      |
| 1964 | Peter Procter - Touring car            | Andrew Cowan            | Ford Mustang         |
|      |                                        |                         |                      |
| 1969 | Gérard Larrousse                       | Maurice Gélin           | Porsche 911 R        |
| 1970 | Jean-Pierre Beltoise Patrick Depailler | Jean Todt               | Matra 650            |
| 1971 | Gérard Larrousse                       | Johnny Rives            | Matra 650            |
| 1972 | Jean-Claude Andruet                    | Michèle Espinosi-Petit  | Ferrari 365 GTB4     |
| 1973 | Sandro Munari                          | Mario Mannucci          | Lancia Stratos       |
| 1974 | Gérard Larrousse Jean-Pierre Nicolas   | Johnny Rives            | Ligier JS2           |
| 1975 | Bernard Darniche                       | Alain Mahé              | Lancia Stratos       |
| 1976 | Jacques Henry                          | Bernard-Etienne Grobot  | Porsche Carrera      |
| 1977 | Bernard Darniche                       | Alain Mahé              | Lancia Stratos       |
| 1978 | Michèle Mouton                         | Françoise Conconi       | Fiat 131 Abarth      |
| 1979 | Bernard Darniche                       | Alain Mahé              | Lancia Stratos       |
| 1980 | Bernard Darniche                       | Alain Mahé              | Lancia Stratos       |
| 1981 | Jean-Claude Andruet                    | Chantal Bouchetal       | Ferrari 308 GTB      |
| 1982 | Jean-Claude Andruet                    | Michèle Espinosi-Petit  | Ferrari 308 GTB      |
| 1983 | Guy Fréquelin                          | Jean-François Fauchille | Opel Manta 400       |
| 1984 | Jean Ragnotti                          | Pierre Thimonier        | Renault 5 Turbo      |
| 1985 | Jean Ragnotti                          | Pierre Thimonier        | Renault 5 Maxi Turbo |
| 1986 | François Chatriot                      | Michel Périn            | Renault 5 Maxi Turbo |